# Gare d'Eksaarde
La gare d'Eksaarde ou gare d'Exaerde est une ancienne gare ferroviaire belge de la ligne 77A, Moerbeke-Waes à Lokeren située à Eksaarde, village de la commune de Lokeren, dans la province de Flandre-Orientale en Région flamande.
Mise en service en 1867 sur le chemin de fer concédé de Lokeren à la frontière des Pays-Bas (Zelzate), elle ferme aux voyageurs en 1960 et aux marchandises en 1971.

## Situation ferroviaire
Établie à 3 m d'altitude, la gare d'Eksaarde était située au point kilométrique (PK) 5.4 de la ligne 77, de Saint-Gilles-Waes à Zelzate entre la halte de Daknam et la gare de Moerbeke-Waes.

## Histoire
La station d'Exaerde est mise en service le 5 mai 1867 par la Compagnie du chemin de fer de Lokeren à la frontière des Pays-Bas, lorsqu'elle ouvre à l'exploitation la ligne de Lokeren à Zelzate. 
À partir du 1er octobre 1916, la gare n'est plus desservie. Elle rouvre après l'armistice mais les Allemands ont détruit le pont sur le canal, coupant l'accès à la gare de Zelzate jusqu'en 1928. Ce pont sera à nouveau dynamité en 1940 et jamais rétabli, faisant de l'arrêt de Zelzate-Canal le terminus.
La ligne 77 (Saint-Gilles-Waes- Moerbeke- Zelzate-Canal) perd ses trains de voyageurs en 1952. Ceux de la ligne 77A, entre Lokeren et Moerbeke-Waes sont supprimés le 29 mai 1960.
La construction dans les années 1960 d'une nouvelle ligne sur la rive droite du canal Gand-Terneuzen rétablit une liaison vers Zelzate, dont les industries ne cessent de se développer. Sur la ligne 77A, la desserte marchandises de la gare d'Eksaarde prend fin en 1971 et la ligne est démantelée en 1975. La suppression des trains entre Zelzate (rive droite) et la sucrerie de Moerbeke-Waes en 2008 met fin au trafic ferroviaire sur ce dernier vestige du chemin de fer de Lokeren à Zelzate.
Un chemin pour les piétons et cyclistes relie désormais Lokeren à Moerbeke-Waes sur l'assiette de la ligne.

## Patrimoine ferroviaire
Le bâtiment des recettes démoli après 1960 correspondait aux dispositions des gares du Chemin de fer de Lokeren à la frontière des Pays-Bas. Similaire à l'origine à ceux des gares de Moerbeke (bâtiment d'origine) et Wachtebeke, tous deux démolis, il présentait aussi des ressemblances avec plusieurs stations du chemin de fer Gand-Terneuzen, notamment Ertvelde. Sa disposition était de deux pavillons à toiture transversale (celui de gauche étant plus haut à Eksaarde) encadrant une aile basse plus étroite côté voie dont le toit, en se prolongeant jusqu'aux façades des pavillons latéraux, servait de marquise aux voyageurs attendant leur train,.
Aucune de ces trois gares n'a survécu.